# Élections régionales de 2000 en Rhénanie-du-Nord-Westphalie
 (novembre 2023).
Si vous disposez d'ouvrages ou d'articles de référence ou si vous connaissez des sites web de qualité traitant du thème abordé ici, merci de compléter l'article en donnant les références utiles à sa vérifiabilité et en les liant à la section « Notes et références ».
Les élections régionales de 2000 en Rhénanie-du-Nord-Westphalie (en allemand : Landtagswahl in Nordrhein-Westfalen 2000) se tiennent le 14 mai 2000, afin d'élire les 201 députés de la 13e législature du Landtag pour un mandat de cinq ans. Du fait de la loi électorale, 231 députés sont finalement élus.
Le scrutin est marqué par la victoire du SPD à la majorité relative. Le ministre-président Wolfgang Clement, au pouvoir depuis 1998, est investi pour un deuxième mandat à la tête d'une « coalition rouge-verte » avec les Grünen.

## Contexte
Aux élections régionales du 14 mai 1995, le SPD du ministre-président Johannes Rau, au pouvoir depuis 1978, perd la majorité absolue au Landtag, acquise en 1980. Avec 46 % des voix, il remporte 108 sièges sur 221, à trois sièges de la limite pour gouverner seul.
La CDU d'Helmut Linssen reste le deuxième parti du Land après avoir réuni 37,7 % des suffrages exprimés, ce qui lui permet de faire élire 89 parlementaires. La troisième place revient aux Grünen de Michael Vesper, qui parviennent à rassembler 10 % des voix, soit 24 députés. C'est la première fois depuis 1954 que trois partis franchissent la barre des 10 % des exprimés. À l'inverse, le FDP d'Achim Rohde est expulsé de l'assemblée : en réunissant seulement 4 % des suffrages, il échoue à atteindre le seuil électoral.
Rau est ensuite investi pour un cinquième mandat, après avoir formé une « coalition rouge-verte » dont Vesper est vice-ministre-président et ministre des Travaux publics.
En mai 1998, après avoir passé près de 20 ans au pouvoir, Johannes Rau indique qu'il renonce à ses fonctions de chef de gouvernement et du SPD du Land. Les fonctions sont alors partagées : le ministre de l'Économie Wolfgang Clement, ancien directeur de la chancellerie, devient ministre-président, tandis que Franz Müntefering, coordonnateur fédéral du parti et ancien ministre du Travail, prend la présidence régionale du Parti social-démocrate.
La CDU change également de dirigeant en 1999 : l'ex-ministre fédéral du Travail Norbert Blüm, qui dirige le parti en Rhénanie-du-Nord-Westphalie depuis 1987 et a échoué contre Rau en 1990, abandonne ses responsabilités au profit de l'ancien ministre fédéral de l'Éducation Jürgen Rüttgers.

## Mode de scrutin
Le Landtag est constitué de 201 députés (en allemand : Mitglied des Landtags, MdL), élus pour une législature de cinq ans au suffrage universel direct et suivant le scrutin proportionnel de Hare.
Chaque électeur dispose d'une voix, qui compte double : elle lui permet de voter pour un candidat de sa circonscription, selon les modalités du scrutin uninominal majoritaire à un tour, le Land comptant un total de 151 circonscriptions ; elle est alors automatiquement attribuée au parti politique dont ce candidat est le représentant.
Lors du dépouillement, l'intégralité des 201 sièges est répartie en fonction des voix attribuées aux partis, à condition qu'un parti ait remporté 5 % des voix au niveau du Land. Si un parti a remporté des mandats au scrutin uninominal, ses sièges sont d'abord pourvus par ceux-ci.
Dans le cas où un parti obtient plus de mandats au scrutin uninominal que la proportionnelle ne lui en attribue, la taille du Landtag est augmentée jusqu'à rétablir la proportionnalité.

## Campagne

### Principales forces
| Parti | Parti                                                                              | Chef de file                              | Résultats de 1995           |
| ----- | ---------------------------------------------------------------------------------- | ----------------------------------------- | --------------------------- |
|       | Parti social-démocrate d'Allemagne Sozialdemokratische Partei Deutschlands         | Wolfgang Clement (Ministre-président)     | 46,0 % des voix 108 députés |
|       | Union chrétienne-démocrate d'Allemagne Christlich Demokratische Union Deutschlands | Jürgen Rüttgers                           | 37,7 % des voix 89 députés  |
|       | Alliance 90 / Les Verts Bündnis 90/Die Grünen                                      | Bärbel Höhn (Ministre de l'Environnement) | 10,0 % des voix 24 députés  |
|       | Parti libéral-démocrate Freie Demokratische Partei                                 | Jürgen Möllemann                          | 4,0 % des voix 0 député     |

### Sondages
| Institut               | Date       | CDU    | SPD  | Verts  | FDP   |
| ---------------------- | ---------- | ------ | ---- | ------ | ----- |
| Institut               | Date       |        |      |        |       |
| Infratest dimap        | 08/05/2000 | 38 %   | 45 % | 7 %    | 7 %   |
| Infratest dimap        | 05/05/2000 | 39 %   | 45 % | 6 %    | 6 %   |
| Emnid                  | 26/04/2000 | 40 %   | 41 % | 7 %    | 7 %   |
| Forsa                  | 19/04/2000 | 38 %   | 46 % | 6 %    | 6 %   |
| Infratest dimap        | 12/04/2000 | 33 %   | 46 % | 7 %    | 8 %   |
| Forchungsgruppe Wahlen | 08/04/2000 | 38 %   | 46 % | 6 %    | 6 %   |
| Infratest dimap        | 05/03/2000 | 32 %   | 47 % | 7 %    | 9 %   |
| Infratest dimap        | 07/01/2000 | 37 %   | 45 % | 7 %    | 6 %   |
| Forsa                  | 09/12/1999 | 46 %   | 39 % | 7 %    | 4 %   |
| Dernières élections    | 14/05/1995 | 37,7 % | 46 % | 10,0 % | 4,0 % |

## Résultats

### Voix et sièges
| Parti                             | Parti                                        | Voix       | Voix  | Sièges | Sièges        | Sièges | Sièges | Sièges        |
| Parti                             | Parti                                        | Votes      | %     | MU1    | +/-           | Liste  | Total  | +/-           |
| --------------------------------- | -------------------------------------------- | ---------- | ----- | ------ | ------------- | ------ | ------ | ------------- |
|                                   | Parti social-démocrate d'Allemagne (SPD)     | 3 143 179  | 42,84 | 102    | 6             | 0      | 102    | 6             |
|                                   | Union chrétienne-démocrate d'Allemagne (CDU) | 2 712 176  | 36,97 | 49     | 6             | 39     | 88     | 1             |
|                                   | Parti libéral-démocrate (FDP)                | 721 558    | 9,84  | 0      | en stagnation | 24     | 24     | 24            |
|                                   | Alliance 90 / Les Verts (Grünen)             | 518 295    | 7,06  | 0      | en stagnation | 17     | 17     | 7             |
|                                   | Les Républicains (REP)                       | 83 296     | 1,14  | 0      | en stagnation | 0      | 0      | en stagnation |
|                                   | Parti du socialisme démocratique (PDS)       | 79 934     | 1,09  | 0      | Nv.           | 0      | 0      | Nv.           |
|                                   | Autres                                       | 77 973     | 1,06  | 0      | en stagnation | 0      | 0      | en stagnation |
|                                   |                                              |            |       |        |               |        |        |               |
| Votes valides                     | Votes valides                                | 7 336 411  | 99,01 |        |               |        |        |               |
| Votes blancs et nuls              | Votes blancs et nuls                         | 72 988     | 0,99  |        |               |        |        |               |
| Total                             | Total                                        | 7 409 399  | 100   | 151    | en stagnation | 80     | 231    | 10            |
| Abstentions                       | Abstentions                                  | 5 651 866  | 43,27 |        |               |        |        |               |
| Nombre d'inscrits / participation | Nombre d'inscrits / participation            | 13 061 265 | 56,73 |        |               |        |        |               |